# Шнейдер, Карл Судимир
Карл (Карел) Судимир Шнейдер настоящее имя Карл Агнел Шнейдр (чеш. Karel Sudimír Šnajdr; 14 декабря 1766,  Градец-Кралове, Священная Римская империя — 17 мая 1835, Смидары, Австрийская империя) – чешский поэт, писатель
, педагог, юрист. Видный представитель Чешского национального движения, писавший на чешском и немецком языках.

## Биография
Изучал философию, литературу и историю в университетах Праги, Лейпцига, Галле и Гёттингена. С 1786 года изучал право, литературу и эстетику в Пражском университете. Во время учёбы познакомился с  Йосефом Добровским, Вацлавом Климентом Клицперой и другими патриотически  настроенными людьми, под влиянием которых не только принял патриотическое второе имя Судимир, но и изменил свою фамилию с Шнейдр и начал писать на чешском языке.
В 1892 году начал свою карьеру юриста, работал юрисконсультом в различных местах, а начиная с 1803 года в Праге. 
После отъезда Августа Готтлиба Мейснера, занял его место и в 1805–1806 годах преподавал эстетику и классическую литературу в Пражском университете. 
В 1832 вышел в отставку.
Как поэт, начинал с 1790 годов со стихов на немецком языке. Свою первую книгу стихов на чешском опубликовал только в 1823 году, т. е. в возрасте 57 лет (Okus w básněnj českém. Zbjrka prwnj). Самое известное его произведение — баллада "Jan za chrta dán".

## Избранные сочинения на чешском языке
- Okus w básněnj českém. Zbjrka prwnj (1823)
- Okus w básněnj českém. Zbjrka druhá (1830)

## Избранные сочинения на немецком языке
- Abschieds-Kantate dem Herrn Professor August Gottlieb Meißner ( 1805)
- Poetische Versuche (1817)
- Marienbad, ein Cyklus von Gedichten an den fünf Quellen geschrieben im Sommer 1817-1818 (1819)